# Плоскуцень (комуна)
Плоскуцень, Плоскуцені (рум. Ploscuțeni) — комуна у повіті Вранча в Румунії. До складу комуни входять такі села (дані про населення за 2002 рік):
- Арджа (404 особи)
- Плоскуцень (2669 осіб) — адміністративний центр комуни

Комуна розташована на відстані 204 км на північний схід від Бухареста, 42 км на північ від Фокшан, 122 км на південь від Ясс, 93 км на північний захід від Галаца, 136 км на схід від Брашова.

## Населення
У 2009 року у комуні проживали 3465 осіб.